# Corpo di spedizione russo in Francia
Corpo di spedizione russo in Francia (in russo: Экспедиционный корпус Pусской армии во Франции) è una designazione generica per indicare le unità inviate tra il 1916 e il 1917 dall'Impero russo sul fronte occidentale della prima guerra mondiale, per combattere a fianco degli alleati francesi.
Il Corpo, composto da due brigate di fanteria autonome (altre due brigate furono inviate in rinforzo agli anglo-francesi sul fronte di Salonicco), combatté con distinzione nel settore della Champagne, ma dopo gli eventi della Rivoluzione d'ottobre in Russia fu ritirato dal fronte e i suoi effettivi internati in campi di prigionia; alcune centinaia di volontari formarono una "legione russa" che continuò a combattere con i francesi fino alla fine delle ostilità.

## Storia

### Le "brigate speciali" russe

Il lungo tragitto intrapreso dalle forze russe per giungere in Francia.

La proposta di creare un corpo di spedizione russo da inviare in aiuto della Francia sul fronte occidentale fu avanzata nel dicembre del 1915 dal senatore francese Paul Doumer, in quel momento in visita in Russia: forse sovrastimando le "riserve umane" dell'esercito russo, Doumer propose che 300.000 soldati russi fossero trasferiti in Francia per assistere i loro alleati anglo-francesi nella lotta contro i tedeschi, in cambio di più consistenti rifornimenti di armi e munizioni di cui la Russia aveva un disperato bisogno; la proposta non fu vista di buon occhio dal capo di stato maggiore dello Stavka russo, generale Michail Vasil'evič Alekseev, preoccupato per le crescenti perdite umane patite dalla Russia nei combattimenti sul fronte orientale, ma all'opposto trovò un entusiasta sostenitore nello zar Nicola II.
Nel gennaio del 1916 fu quindi creata una "Brigata speciale russa" composta di due reggimenti di fanteria (uno reclutato nella zona di Mosca e uno nella zona di Samara) da tre battaglioni ciascuno, sotto il comando del generale Nikolaj Aleksandrovič Lochvickij; come da accordi, i francesi avrebbero provveduto ad armare i soldati e a farsi carico del loro trasporto via mare, e una volta al fronte i russi sarebbero rimasti come un'unità coesa comandata dai loro ufficiali. La brigata, forte di un organico di 180 ufficiali e 8.762 sottufficiali e soldati, lasciò Mosca il 3 febbraio 1916 e dopo un viaggio in treno lungo la ferrovia Transiberiana si imbarcò su navi francesi nel porto cinese di Dalian; dopo aver attraversato i mari della Cina, l'Oceano Indiano ed il canale di Suez, la brigata sbarcò a Marsiglia il 26 aprile seguente, dopo 60 giorni in mare e un viaggio lungo 30.000 chilometri.
Mentre la prima brigata russa veniva avviata a un campo di addestramento nella vicinanze di Châlons-sur-Marne, altre formazioni furono assemblate in patria: una seconda "brigata speciale" fu inviata a dare manforte alle truppe anglo-franco-serbe a Salonicco nell'agosto del 1916, mentre contemporaneamente una terza brigata formata tra Ekaterinburg e Čeljabinsk fu spedita in Francia; infine, una quarta brigata fu inviata a Salonicco nel novembre del 1916. Altre tre brigate erano in corso di formazione in Russia durante il 1917, ma gli eventi della rivoluzione di febbraio e la caduta dello zar impedirono che venissero spedite oltremare; in totale, i russi inviarono in rinforzo ai loro alleati occidentali 745 ufficiali e 43.547 sottufficiali e soldati; nel corpo, in particolare nella prima e terza brigata, erano stati reclutati anche circa 450 soldati estoni, che dopo il febbraio del 1917 adottarono una propria insegna nazionale per distinguersi dagli altri elementi dell'unità, una delle prime manifestazioni di indipendenza della futura repubblica estone.

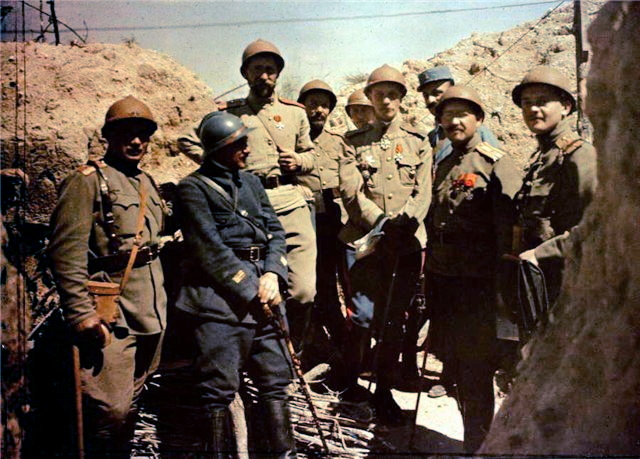
Il generale Lochvickij (al centro con i pantaloni blu) insieme ai suoi ufficiali in Francia.

Dopo l'addestramento a Châlons, il corpo di spedizione russo in Francia fu aggregato alla 4ª Armata francese del generale Henri Gouraud, e alla fine del giugno del 1916 entrò in linea sul fronte della Champagne tra Suippes e Aubérive. Le capacità combattive delle due brigate russe furono positivamente apprezzate dai loro alleati, e nel marzo del 1917 il corpo fu spostato nella regione del Fort de la Pompelle, vicino a Reims, da dove il 16 aprile seguente prese parte ai pesanti combattimenti della cosiddetta "offensiva Nivelle": la prima brigata catturò il paese di Courcy e la terza conquistò Mount Spin riportando nell'azione un totale di 5.542 caduti, molti dei quali seppelliti poi nel "Cimitière Militaire Russe" di Saint-Hilaire le Grand, vicino a Mourmelon-le-Grand.

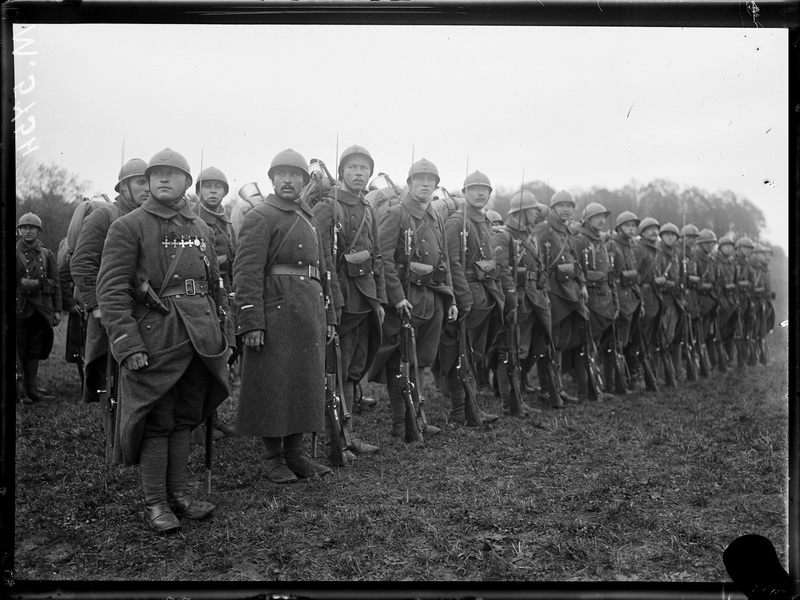
Soldati russi al fronte con fucili Berthier ed elmetti Adrian francesi.

### Ammutinamento
Le pesanti perdite patite nel corso dell'offensiva fecero vacillare il morale dei reparti russi, e come nel resto dell'esercito francese a partire dal maggio del 1917 iniziarono a manifestarsi episodi di insubordinazione e insofferenza verso la continuazione della guerra. Anche a seguito degli eventi della rivoluzione di febbraio in Russia e delle continue voci sulla disgregazione dei reparti russi sul fronte orientale, il corpo di spedizione schierato in Francia iniziò a essere guardato con sospetto dai suoi stessi alleati: a metà giugno del 1917 le due brigate furono ritirate dal fronte e inviate in un campo di internamento vicino a La Courtine, nel centro della Francia, dove furono destinate ad attività di costruzione e di retrovia.
Il morale dei reparti russi crollò ai minimi termini e con esso la disciplina; gli episodi di insubordinazione aumentarono, in particolare all'interno della prima brigata. Il 5 luglio un grosso ammutinamento scoppiò tra i soldati della brigata, che si rifiutarono di obbedire agli ordini dei loro ufficiali e chiesero un immediato ritorno in Russia; i francesi separarono i reparti ammutinati da quelli rimasti leali e fecero circondare il campo di La Courtine da un contingente di 3.000 soldati appoggiati dall'artiglieria. Dopo vari negoziati con gli ammutinati, tra il 16 e il 18 settembre i francesi diedero l'assalto al campo, reprimendo l'insurrezione: almeno 10 dei ribelli furono uccisi e altri 44 feriti, mentre i restanti furono frazionati in gruppi più piccoli e spediti in varie prigioni e campi di prigionia in Francia e nelle colonie del Nordafrica. I soldati russi furono poi progressivamente rispediti in patria nel corso del 1918, anche se diversi di essi scelsero di rimanere a vivere in Francia.

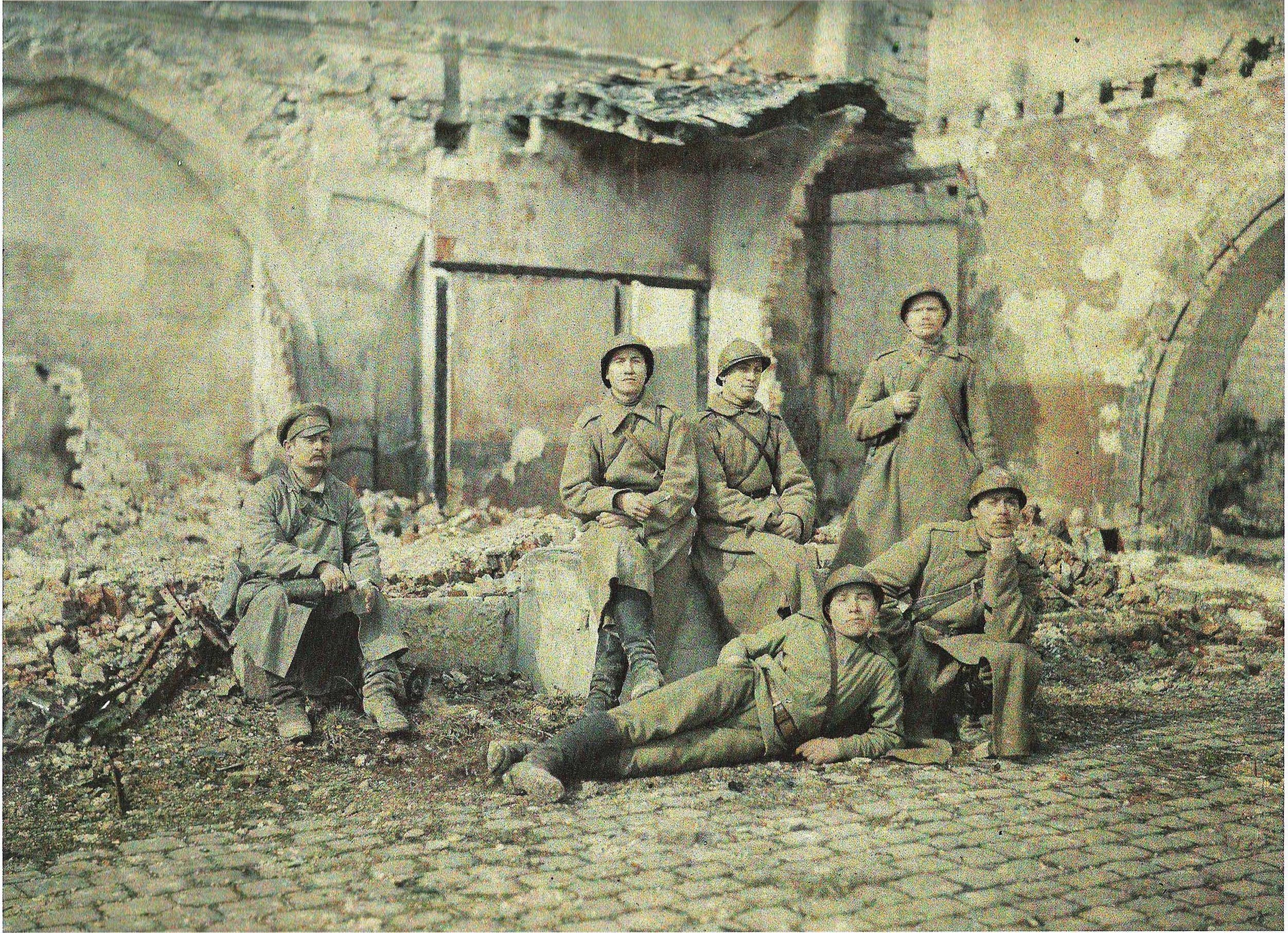
Soldati russi a Reims nel 1917.

### La legione russa
Un centinaio di soldati russi rimasti immuni all'ammutinamento di La Courtine furono riorganizzati dal colonnello Gotua in una "legione russa" (Légion Russe) per continuare la guerra a fianco dei francesi; nel dicembre del 1917 l'unità fu aggregata alla 1e Division d'infanterie marocaine, insieme ad altri reparti della Legione straniera francese. Nel marzo del 1918 l'unità fu inviata sul fronte davanti Amiens per partecipare ai pesanti combattimenti dell'offensiva di primavera tedesca; in maggio, invece, la divisione marocchina fu coinvolta negli scontri lungo la strada tra Soissons e Parigi, al termine dei quali la legione russa perse l'85% dei suoi componenti.
Rinforzata con nuovi volontari tratti dai disciolti reggimenti del corpo di spedizione russo, la legione fu aumentata di organico fino al livello di battaglione e in agosto fu rimandata sul fronte nella zona di Laffaux; il 12 settembre i legionari russi catturarono tre linee di fortificazioni tedesche davanti al loro settore di fronte, ricevendo un encomio speciale da parte del comandante dell'esercito francese maresciallo Ferdinand Foch. Per il 1º novembre 1918 la legione era cresciuta in organico fino a un totale di 564 uomini divisi in tre compagnie di fanteria e una di mitragliatrici; sempre aggregata alla divisione marocchina, l'unità partecipò ai combattimenti finali nella zona della Mosella fino all'armistizio dell'11 novembre, passando poi in Renania per fungere da truppe d'occupazione a Worms. Per la fine del dicembre del 1918 l'unità fu ritirata in Francia e qui smobilitata.